# BMEzine
Body Modification Ezine (BME) es una revista en línea especializada en modificaciones corporales, que destaca por su cobertura extrema. El canadiense Shannon Larratt fue el fundador de la revista, aunque murió el 15 de marzo de 2013.
Los principales responsables de la revista y editores a menudo se reúnen con miembros oficiales de la comunidad. La mayor parte de estas fiestas  
son conocidas como BMEFest, y se llevan a cabo en Toronto, Canadá. Las fiestas de BMEFest casi siempre incluyen suspensiones corporales, fuegos artificiales, olimpiadas de dolor, comida a la parrilla y entrega de camisetas conmemorativas.
BMEzine posee más de 3 millones de fotos y más de 6000 vídeos en la web. El sitio hace énfasis a una serie de temas estrictamente relacionados con las modificaciones: piercing, tatuaje, escarificación, cultura, ritual, quirúrgico, duro y extremo (BME Extreme). De estas se desprenden otras tales como suspensiones corporales, circuncisiones masculinas y femeninas, castraciones, torturas, amputaciones, implantes, otros relacionados con el uso de fuego y aparatos eléctricos, entre muchas otras. El BME Extreme solo está disponible para aquellos suscriptores verificados.
También tiene su propia enciclopedia wiki llamada BMEzine Encyclopedia, con un amplio contenido de artículos y fotos.

## Breve historia
BME se inició como un sitio web alojado en Internet, el 6 de diciembre de 1994 por Shannon Larratt. Fue uno de los primeros sitios web de modificación corporal. BME amplió su cobertura en 2000, con la adición de IAM.BMEzine, una comunidad en línea donde se exponían informaciones, fotos y comentarios para miembros de la comunidad. A finales de 2005, BME añadió un sitio web hermano llamado BMEvideo y un blog sobre modificaciones corporales denominado Modblog.BMEzine.com.
El 14 de mayo de 2008 Shannon Larratt publicó en ModBlog que ya no sería parte de la revista. El 15 de marzo de 2013 se anunció que el fundador del sitio, Shannon Larratt, había muerto.

## Censura
BME está bloqueado por muchos servicios de Internet. Estos buscan proteger a los menores de edad y evitar que vean contenido relacionado con la desnudez, la tortura y otros exclusivos para adultos. Fue prohibido en Alemania, por la Bundesprüfstelle für jugendgefährdende Medien en 1999, porque representa un peligro para la juventud, ya que desde ese entonces la web nunca advirtió que presentaba contenido para adultos.